# Segway
Segway je električno prijevozno sredstvo s dva kotača koje je dizajnirao Dean Kamen. Sredstvo je predstavljeno javnosti u prosincu 2001. godine.
Nastao nakon petogodišnjeg istraživaja, razvoja i testiranja prototipova. Prvi je samobalansirajući osobni transporter. Izumio ga je amerikanac Dean Kamen. Prijevozno sredstvo koje je ekološki prihvatljivo i može se voziti po pješačkim zonama i ostalim javnim površinama. Nije punopravno prijevozno sredstvo. Savršeno je jednostavan za upotrebu jer pomoću mikroprocesora reagira na minijaturne pomake tijela tako da je praktički dovoljno samo pomisliti o kretanju naprijed ili zaustavljanju pa da se to i dogodi.Ravnotežu održava sustav žiroskopa. Potrebno je samo nekoliko minuta da se vozač sasvim sigurno osjeća na Segwayu. Jednostavnan za upravljanje. Napajanje je iz paketa baterija nove generacije koje omogućuju oko 40 kilometara vožnje po ravnoj cesti, maksimalne brzine 20 km/h i vozača tjelesne mase do 120 kg. Segway teži svega 39 kg.
Zbog svoje atraktivnosti je izvrsno sredstvo za promociju proizvoda tehnološki i ekološki osviještenih tvrtki. Zahvaljujući inovativnom sustavu žiroskopa koji ga drže uspravnim nemoguće ga je prevrnuti. Svoju je primjenu pronašao u vojsci, policiji, zaštitarstvu, zračnim lukama, skladištima, kolodvorima, industriji, turizmu, naccionalnim parkovima i turističkim centrima. Predstavljen je 2001. godine i još uvijek se smatra najinovativnijim prijevoznim sredstvom predstavljenim u posljednjih desetak godina.
U Hrvatskoj se koristi u turističkim obilascima grada u Zagrebu, Dubrovniku i Splitu.

## Zakon
Uporaba segwaya u Hrvatskoj je regulirana 30. srpnja 2022. izmjenama i dopunama Zakona o sigurnosti prometa na cestama, gdje ih se (uz e-romobile, hoverboardove i električne monocikle) svrstava pod osobna prijevozna sredstva. U tu kategoriju spadaju i legalna su isključivo vozila koja:
- ne pripadaju drugim kategorijama
- nemaju sjedeće mjesto
- imaju motor s radnim obujmom do 25 cm3
- imaju snagu elektromotora do 0,6 kW
- dosežu brzinu do 25 km/h na ravnoj cesti
- imaju najveću konstrukcijsku brzinu do 25 km/h.